# Dodurga, Orta
Dodurga là một thị trấn thuộc huyện Orta, tỉnh Çankırı, Thổ Nhĩ Kỳ. Dân số thời điểm năm 2010 là 1.807 người.